# Blowpipe
Blowpipe – przenośny przeciwlotniczy zestaw rakietowy produkowany w Wielkiej Brytanii przez przedsiębiorstwo Thales Air Defence. Pocisk po wystrzeleniu z wyrzutni naprowadzany jest na cel (samolot lub śmigłowiec) przez operatora, który obserwując cel i rakietę steruje nią poprzez niewielki joystick, zaś sam sygnał sterujący wysyłany jest do pocisku drogą radiową. Sposób naprowadzania wymaga od operatora posiadania wysokiego stopnia wyszkolenia.
Podczas wojny falklandzkiej okazało się, że zastosowany w systemie Blowpipe sposób sterowania powoduje niską skuteczność zestawu. W związku z tymi doświadczeniami armia brytyjska wycofała zestaw z użycia w 1985 roku zastępując go systemem Javelin.

## Użytkownicy
- Afganistan/mudżahedini (50 szt.)
- Argentyna (8 szt.)
- Chile (148 szt.)
- Ekwador (240 szt.)
- Kanada (555 szt.)
- Katar (100 szt.)
- Malawi (70 szt.)
- Nigeria (200 szt.)
- Oman (200 szt.)
- Portugalia (60 szt.)
- Tajlandia (100 szt.)
- Wielka Brytania
- Zjednoczone Emiraty Arabskie (100 szt.)